# Willy Tröger
Willy Tröger (Zwickau, 2 ottobre 1928 – Pirna, 30 marzo 2004) è stato un calciatore tedesco orientale dal 1990 tedesco, di ruolo attaccante.

## Palmarès

### Club

#### Competizioni nazionali
- Campionato tedesco orientale: 4

Wismut Karl-Marx-Stadt: 1955, 1956, 1957, 1959
- Coppa della Germania Est: 1

Wismut Karl-Marx-Stadt: 1954-1955